# Portail du cimetière de Vire
La porte du cimetière de Vire est un vestige d'édifice situé à Vire-Normandie, dans le département français du Calvados, en France et inscrit au titre des monuments historiques.

## Localisation
L'édifice est situé à l'entrée du cimetière, rue Morin-Lavalle.

## Historique
La porte est datée du dernier quart du XVIIe siècle. Elle est issue soit de l'ancien hôtel de ville, soit de l'ancien couvent des Ursulines de Vire.
La porte est inscrite au titre des monuments historiques depuis le 21 juillet 1987.